# Geissanthus pichinchae
Geissanthus pichinchae là một loài thực vật thuộc họ Myrsinaceae. Đây là loài đặc hữu của Ecuador.